# Argoen (Azië)
De Argoen (Russisch: Аргун, [Argoen]) of Ergoen He (Chinees: 额尔古纳河/額爾古納河; E'erguna He) is een zuidelijke zijrivier van de Amoer (Heilong Jiang). De Argoen ontspringt in het westelijk deel van het Grote Hinggangebergte van de Chinese autonome regio Binnen-Mongolië als de Hailar-Argoen en stroomt vandaaruit westwaarts door Hailar (nu een stadsgewest van Hulun Buir), om vervolgens over 944 kilometer in noordoostelijke richting als grensrivier tussen China en Rusland te stromen. Uiteindelijk vormt de Argoen bij de plaats Mohe samen met de Sjilka de Amoerrivier (Heilong Jiang).
De rivier wordt vooral gevoed door regen. De rivier is bevroren van eind november tot begin mei.

## Kerulen-Argoen-Amoer
Op ongeveer 150 kilometer ten westen van Hailar ligt het meer Hulun Nuur, dat normaal gesproken niet in contact met de rivier staat. In zeer neerslagrijke jaren kan het echter voorkomen dat dit meer overloopt aan de noordzijde en ongeveer 30 kilometer noordelijker uitmondt in de Argoen. Doordat de rivier de Kerulen ook uitmondt in het meer, ontstaat dan de zogenaamde Kerulen-Argoen-Amoer, een 5052 kilometer lange rivier.